# Беоулф
Вижте пояснителната страница за други значения на Беоулф.
Беоулф (на английски: Beowulf, Биоулф, Песен за Беоулф) е англо-саксонска епическа поема, написана между VIII и XI век. Текстът представлява сложна сплав от фолклорни, митологични и исторически елементи. Борбата с чудовище е един от акцентите в поемата и се среща в почти всички митологии. Пътуванията на героя наподобяват мотиви от вълшебните приказки, а героичният патос и трагичния финал разкриват класически черти на героичния епос, които имат и историческа основа. В това произведение са упоменати събития и личности, които са съществували реално – например крал Хигелак.

## Произход и история на творбата
Най-ранните датировки на текста се отнасят към VI – началото на VIII в., а първите преписи съществуват от VII – IX в. Единственият ръкопис, по който е известна творбата се датира ок. 1000 г. Беоулф се състои от 3182 стиха в традиционен старогермански стил – характерна е алитерацията на началните звукове в думите под ударение и разчленението от цезура (вж. Версификация).

## Сюжет на поемата
Началото на действието се развива на територията на Дания, управлявана от крал Хродгар (на английски: Hrothgar) от рода на Шилдингите. След успешни войни със съседите си, той построява величествена зала за пиршества, наречена Хеорот, т.е. Еленова зала. Когато започват веселбите в нея обаче, шумът достига до леговището на чудовището Грендел (на английски: Grendel), живеещо в близките блата. Чудовището напада залата и убива мнозина от воините на Хродгар. Ужасът сменя веселието, но не за дълго – кралят вдига ново пиршество. И Грендел убива още воини. Чудовището започва да посещава залата всяка нощ, вземайки все нови и нови жертви.
Слухът за страшното бедствие достига до земите на гаутите (Южна Швеция), където управлява крал Хигелак (на английски: Hygelac). Най-прославеният от неговите воини – Беоулф заявява, че иска да помогне на крал Хродгар и да се пребори с чудовището. Въпреки всички опити да го разубедят, Беоулф снаражава кораб, избира 14 изтъкнати воини от своята дружина и отплава към Дания. След пристигането си там, гаутите са посрещнати от датски крайбрежен страж, който ги упътва към дома на краля. Пред портите те се срещат с Улфгар – един от приближените на крал Хродгар – който ги приветства и поканва на пир. Беоулф казва на краля, че е дошъл да го избави от напастта и го помолва, ако при борбата с чудовището умре, да върнат в родината му неговата броня – тази броня, както проличава по-късно, е вълшебна. Хродгар благодари на Беоулф за готовността да му помогне и подробно разказва как Грендел се е появил в неговата зала и колко от воините му е убил. След това го поканва на богато пиршество. Много от датчаните започват да гледат със завист новодошлите и един от тях, Унферт (на английски: Unferth), дори се осмелява да се обърне с дръзка реч към Беоулф. Героят успява да го укроти с мъдростта и смелостта си. След пира Беоулф залоства вратата на залата, сваля доспехите си и остава съвсем без оръжие. Той знае, че в битката с Грендел не може да му помогне никакво оръжие и трябва да се надява само на собствените си сили.
В късната нощ звярът се появява – той разкъсва един от бойците, но Беоулф успява да го хване за лапите. Започва страховита битка, при която героят откъсва десницата на чудовището. Грендел избягва и по-късно издъхва в своето блато.
На сутринта Беоулф разказва за битката и победата си. Крал Хродгар дава ново богато угощение, на което на Беоулф и другарите му са поднесени богати дарове. По време на пиршеството придворен поет пее за подвизите на древни герои и ги сравнява с Беоулф. Датската кралица умолява Беоулф да вземе синовете ѝ под своята воинска закрила.
Ала през нощта идва нова беда – чудовищната майка на Грендел се появява в залата, за да отмъсти за сина си. Тя отмъква Ешере – любимият съветник на Хродгар. На следващия ден кралят обещава още по-богати дарове на Беоулф и със сълзи на очите го убеждава да слезе в блатото – място, където не е стъпвал човешки крак.
Дружината, възглавявана от Беоулф и самия крал, навлиза в блатото и проследява кървавата диря. В края на блатото те откриват главата на Ешере. Водата е пълна с морски чудовища, едно от които Беоулф убива със стрела. Героят помолва Хродгар да предаде даровете на крал Хигелак, ако му е съдено да загине и след това се хвърля във водата. Цял ден Беоулф е нападан от чудовища, но те не могат да му навредят заради непробиваемите доспехи. Накрая героят достига дъното, където след нова битка успява да обезглави майката на Грендел с вълшебен меч. Чакащите на брега са отчаяни, когато Беоулф най-сетне се появява от кървавите води с главата на чудовището.
Следва ново пиршество, а на следващия ден гаутите се отправят към дома си, щедро дарени от крал Хродгар.
При завръщането си в родината Беоулф разказва своите подвизи пред своя владетел Хигелак и предрича скорошни кавги и войни в датското кралство.
Изминават много години. Крал Хигелак и неговият син падат в битка с франки и фризи и на престола на гаутите се възцарява Беоулф. Той управлява в мир в продължение на петдесет зими. Един ден избягал роб се промъква в леговището на дракон, който отдавна спи върху куп погребани съкровища. Робът открадва златна чаша. Драконът се събужда и, разгневен заради липсата на чашата, напада народа на гаутите. Крал Беоулф търси дракона, за да избави хората си от него. Изоставен от дружинниците си, престарелият герой се изправя срещу чудовището, но е ухапан от него. Младият воин Уиглаф единствен се е осмелил да проследи краля и му се притича на помощ. Уиглаф ранява дракона, а Беоулф го доубива. Когато разбира, че е обречен, отровеният от ухапването крал кара Уиглаф да изнесе на открито съкровището на дракона. Докато гледа купа блестящо злато, Беоулф прави равносметка на живота си като воин и владетел и умира.
Поемата завършва с горчиво-подигравателните думи на Уиглаф към онези, които са изоставили Беоулф сам, следвани от мрачно пророчество, според което шведите и франките, врагове на гаутите, ще се възползват от смъртта на прославения герой, за да нападнат народа, останал без защитник. Последните стихове са посветени на величественото погребение, устроено на Беоулф и на последна възхвала за храбростта му.